# 斉藤政喜
斉藤 政喜（さいとう まさき、1961年3月25日 - ）は、日本の旅行作家、バックパッカー。別称はシェルパ斉藤。

## 略歴・人物
学生時代に揚子江をゴムボートで単独漕行したことをきっかけに企業に就職することなく、フリーランスのライターとなる。ライターになって半年後にMTBでパキスタン、インド、ネパールを放浪。標高5.364mのエベレスト・ベースキャンプまでMTBで達して帰国。帰国後に『BE-PAL』で東京から大阪まで全長1234kmの東海自然歩道を踏破する連載がスタート。ネパール帰りであり、読者を歩く旅にいざなうことからシェルパ斉藤のペンネームで執筆活動をはじめる。
1990年以降、『BE-PAL』、『RETRIEVER』、『PEAKS』、『夢の丸太小屋に暮らす』、『フィールドライフ』などアウトドア雑誌を中心に紀行エッセイを長期連載している。1990年1月号から35年以上続くBE-PALの紀行エッセイは執筆陣の最長連載。
1995年に東京から八ヶ岳山麓に移住。自分たちの手で家を作り、火を中心とした自己完結型の田舎暮らしを過ごす。「作家」は作る家と書くから自らを「本物の作家」と名乗ることも。自宅にはファイヤープレイスや五右衛門風呂、焚き火ができる縄文時代風の竪穴建物もある。
1995年からゴールデン・レトリーバーを飼いはじめ、犬と歩いて旅する『犬連れバックパッカー』となる。その後ラブラドール・レトリーバーに引き継ぎ、のべ５頭の犬と全国を旅してまわる。
1997年にイラストレーターの内澤旬子とともにアジア各国のトイレを体験取材。『東方見便録』を出版して話題となる。内澤旬子とのコンビで東京のトイレ事情を見聞した『東京見便録』も出版。
1997年から2001年まで耕運機で日本縦断。4年3ヶ月かけて尺取り虫方式で進むスローな旅で、北海道知床岬から沖縄波照間島まで走破する。
2002年から年に1度のペースで海外のトレイルを歩き、季節ごとに日本のトレイルを歩く旅を継続。これまでに歩いた世界のトレイルは、ネパール/アンナプルナ・サーキット、パタゴニア/トレス・デル・パイネ・サーキット、スイス/オートルート、ペルー/インカ・トレイル、ニュージーランド/ミルフォード・トラック、エチオピア/シミエン・トレイル、アメリカ/パシフィッククレスト・トレイル、アパラチアン・トレイル、ジョンミューア・トレイル、スウェーデン/クングスレーデン、スコットランド/ウエスト・ハイランド・ウエイ、オーストラリア　/グレート・オーシャン・ウオーク、香港/マクリホース・トレイル、スペイン/カミーノ・デ・サンティアゴ、アイスランド/ロイガヴェーグルなど。
2007年から折りたたみ自転車で島を巡る旅の連載を『BICYCLE NAVI』で開始。50以上の離島を旅して『シェルパ斉藤の島旅はいつも自転車で』を出版。2007年8月にスウェーデンの110kmトレッキングレース、フェールラーベンクラシックに参加し、日本人初のゴールドメダリストになる。
歩いた国内外のトレイルは60本以上、泊まった山小屋は160軒以上、テント泊は1000回を超える。ジャパンエコトラック理事。日本ロングトレイル協会アドバイザー。山の日アンバサダー。

## 作品一覧
- 『213万歩の旅』（小学館）1992年8月20日 ISBN 4-09-366061-1
- 『今夜も空の下』（小学館）1996年3月20日 ISBN 4-09-366063-8
- 『シェルパ斉藤の行きあたりばっ旅』（小学館文庫）全5巻

1. 1998年1月1日 ISBN 978-4094110012
2. 1998年4月1日 ISBN 978-4094110029
3. 1998年8月1日 ISBN 978-4094110036
4. 1998年12月1日 ISBN 978-4094110043
5. 1999年8月1日 ISBN 978-4094110050

- 『シェルパ斉藤のバックパッキング術』（BE-PAL OUTING MOOK, 小学館）1995年4月20日 ISBN 978-4091047861
- 『野宿の達人、家をつくる』（夢丸ログハウス選書、地球丸）1997年4月21日 ISBN 978-4925020084
- 『シェルパ斉藤の東海自然歩道全踏破』（小学館文庫）2001年1月1日 ISBN 978-4094110067
- 『東方見便録:「もの出す人々」から見たアジア考現学』（文春文庫、文藝春秋）2001年4月1日 ISBN 978-4167157173
- 『東京見便録』（文藝春秋）2009年3月15日 ISBN 978-4-16-371170-6
- 『ニッポン見便録』（枻出版）2016年7月10日 ISBN 978-4-7779-4137-7
- 『耕うん機オンザロード』（BE-PAL BOOKS, 小学館）2001年8月1日 ISBN 4-09-366065-4
- 『日本縦断オフィシャルガイド:愛を耕す東日本編』（小学館）2001年8月1日 ISBN 978-4093660662
- 『時速8キロニッポン縦断』(BE-PAL BOOKS) 2003年10月1日 ISBN 978-4093660679
- 『シェルパ斉藤のワンバーナー簡単クッキング』（枻文庫、枻出版）2004年4月20日 ISBN 9784777900572
- 『犬連れバックパッカー:シェルパ斉藤と愛犬ニホの旅物語』（新潮文庫、新潮社）2004年7月1日 ISBN 978-4101004211
- 『シェルパ斉藤 ライフ ウイズ ドッグス』（枻文庫）2004年8月20日 ISBN 978-4777901524
- 『スローな旅で行こう：シェルパ斉藤の週末ニッポン再発見』（小学館）2004年10月1日 ISBN 978-4093660686
- 『シェルパ斉藤の犬と旅に出よう』（新潮文庫）2005年7月1日 ISBN 978-4101004228
- 『シェルパ斉藤のニッポンの山をバックパッキング』（枻出版）2007年3月10日ISBN 978-4-7779-0701-4
- 『シェルパ斉藤のリッター60kmで行く！日本全国スーパーカブの旅』（小学館）2009年8月1日ISBN 978-4-09-366538-4
- 『シェルパ斉藤の島旅はいつも自転車で』（二玄社）2010年3月10日 ISBN 978-4-544-40046-5
- 『シェルパ斉藤の世界10大トレイル紀行』（山と渓谷社）2012年5月20日 ISBN 978-4-635-24112-0
- 『シェルパ斉藤の厳選トレイルガイド』（枻出版）2012年6月30日 ISBN 978-4-7779-2361-8
- 『シェルパ斉藤の八ヶ岳生活』（地球丸）2012年10月31日 ISBN 978-4-86067-366-6
- 『シェルパ斉藤の元祖ワンバーナークッキング』（枻出版）2014年3月10日 ISBN 978-4-7779-3119-4
- 『ニッポン10大トレイル』2019年6月10日（枻出版） ISBN 978-4-7779-5541-1
- 『シェルパ斉藤の遊歩見聞録』2020年4月14日（小学館） ISBN 978-4-09-388766-3
- 『シェルパ斉藤の親子旅20年物語』2021年2月16日（産業編集センター） ISBN 978-4-86311-286-5
- 『あのとき僕は　シェルパ斉藤の青春記』2023年2月1日（しなのき書房） ISBN 978-4-903002-78-1
- 『シェルパ斉藤の山小屋24時間滞在記』2024年8月1日 （山と渓谷社）ISBN 978-4-635-33081-7

## テレビ出演
- タモリ倶楽部  魅惑の耕うん機で遊ぼう (2001年10月5日)
- ロングトレイル 歩く旅 〜シェルパ斉藤 熊野古道を行く〜（BS朝日、2013年6月23日）